# Malawische Netball-Nationalmannschaft
Die malawische Netball-Nationalmannschaft (englisch Malawi national netball team), auch bekannt als The Queens, vertritt Malawi im Netball auf internationaler Ebene.

## Geschichte
Malawi nahm erstmals bei der Weltmeisterschaft 1995 an einem Weltturnier teil, wobei ihnen ein achter Platz gelang. Nachdem sie vier Jahre später den elften Platz erzielten, nahmen sie 2003 nicht an der Weltmeisterschaft. In 2006 folgte dann die erste Teilnahme bei den Commonwealth Games, bei denen sie mit dem sechsten Platz abschlossen. In der Folge gelang es ihnen sich als eine der besten Teams weltweit zu etablieren. Bei den Weltmeisterschaften 2007 konnten sie den fünften Platz erzielen. Dieses gelang ihnen ebenso bei den Commonwealth Games 2010 und 2014. Bei den folgenden drei Weltmeisterschaften 2011, 2015 und 2019 konnten sie dann jeweils den sechsten Platz belegen.

## Internationale Turniere

### Commonwealth Games
- 1998: nicht teilgenommen
- 2002: nicht teilgenommen
- 2006: 6. Platz
- 2010: 5. Platz
- 2014: 5. Platz
- 2018: 7. Platz
- 2022: 7. Platz

### Netball-Weltmeisterschaft
- 1963: nicht teilgenommen
- 1967: nicht teilgenommen
- 1971: nicht teilgenommen
- 1975: nicht teilgenommen
- 1979: nicht teilgenommen
- 1983: nicht teilgenommen
- 1987: nicht teilgenommen
- 1991: nicht teilgenommen
- 1995: 8. Platz
- 1999: 11. Platz
- 2003: nicht teilgenommen
- 2007: 5. Platz
- 2011: 6. Platz
- 2015: 6. Platz
- 2019: 6. Platz